# I Can Transform Ya
«I Can Transform Ya» — первый сингл Криса Брауна из третьего сольного альбома Graffiti. Сингл получил сертификат платинового в Новой Зеландии.

## Описание
Изначально песня «I Can Transform Ya» была известна под названием «Transformer». Композиция стала первым синглом с альбома Криса Брауна Graffiti. Выпущенная в сентябре 2009 года, песня стала первой работой исполнителя за полгода, прошедших с момента ссоры музыканта и его подруги Рианны, состоявшейся в феврале 2009 года. Композиция была записана при участии американских рэперов Лила Уэйна и Swizz Beatz. В тексте песни рассказывалось о том, как музыкант обращается к юной девушке и хвалится тем, что может познакомить её со светской жизнью: «Я могу трансформировать тебя, я могу трансформировать тебя. Я могу достать для тебя всё, что ты хочешь. Ты — моя крошка, так что ты знаешь, что я сделаю это для тебя».

## Видеоклип
Видео на «I Can Transform Ya» было снято в Голливуде в течение двух дней. Премьера состоялась 27 октября 2009 года на MTV Networks. В нём приняли участие Lil' Wayne и Swizz Beatz. Режиссёром ролика стал Джозеф Кан, известный по работе с Бритни Спирс, Эминемом и Леди Гагой. Видеоклип был насыщен спецэффектами, демонстрирующими то, как Крис Браун изменяет форму и трансформируется в различные объекты, среди которых спортивный автомобиль и пожарная машина. Помимо этого, Браун продемонстрировал свои навыки танцора, исполнив «механистические» движения, делавшие его похожим на робота.

## Список композиций
1. «I Can Transform Ya» — 3:49